# 耶穌受難日地震

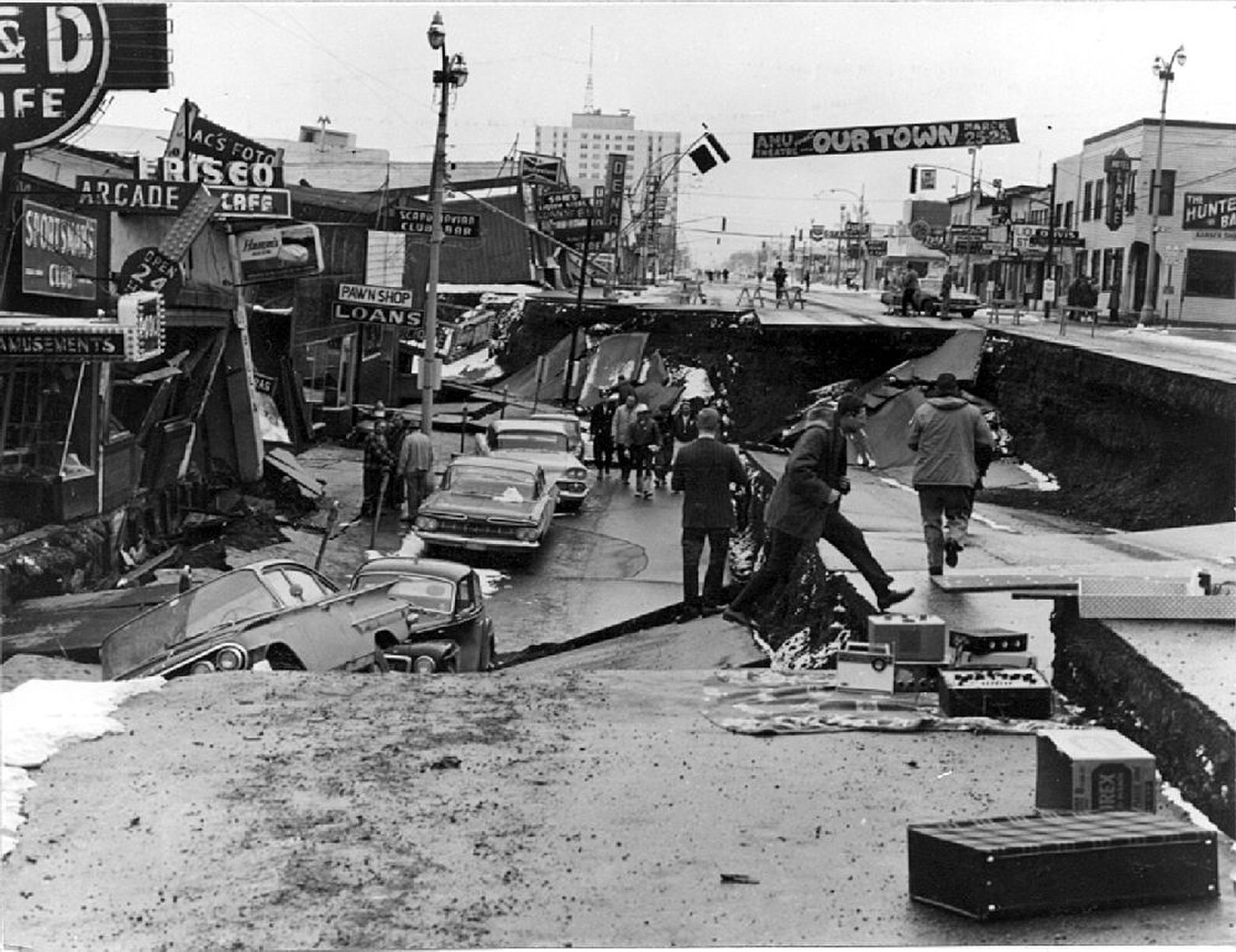
安克雷奇4号大街

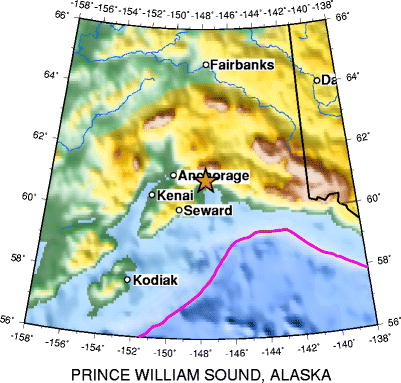
震央

耶稣受难日地震（又称為安克雷奇地震、阿拉斯加大地震）发生在1964年3月27日星期五，當天正好是耶稣受难日，這是美国和北美洲历史上最大的地震。截至到2006年，它仍然是有紀錄以來世界第三大地震。芮氏地震規模約8.5，而矩震級為9.2。震央位于在美国阿拉斯加中南部威廉王子湾的海域（北緯61.40度，西经147.73度，约25公里深），距離到学院峡湾约10公里，距離到瓦尔迪兹约90公里，距離到安克雷奇约120公里。這場地震持续了约4分钟（240秒），最後导致了139人的罹難。这场强烈的地震也讓得阿拉斯加的一部分发生了地震液化，造成了很大的财产损失并且也引發了山泥傾瀉。

## 地震
阿拉斯加标准时间在傍晚5點36分，即1964年3月28日世界標準時間在凌晨3點36分，當時人们正在回家的时候，太平洋板块和北美洲板块之间的一个断层在威廉王子湾接近学院峡湾的地方断裂。在大部分的地区这场地震持续了3分鐘到5分钟。海床位移引發了巨大的海啸，高度為67公尺（220英尺）。导致了很多人的罹難和很大的财产损失。阿拉斯加州250,000平方公里（100,000平方英里）的地区发生了高度為11.5公尺（38英尺）的垂直位移。

## 人员死亡及财产损失
139人由於这场地震而導致罹難：9人直接死于地震，阿拉斯加州的115人、俄勒冈州以及加利福尼亚州的16人死于由地震引發的巨大海啸。据估计當時财产损失超过有3亿美元（相当于在2006年的18亿美元）。

### 安克雷奇地区

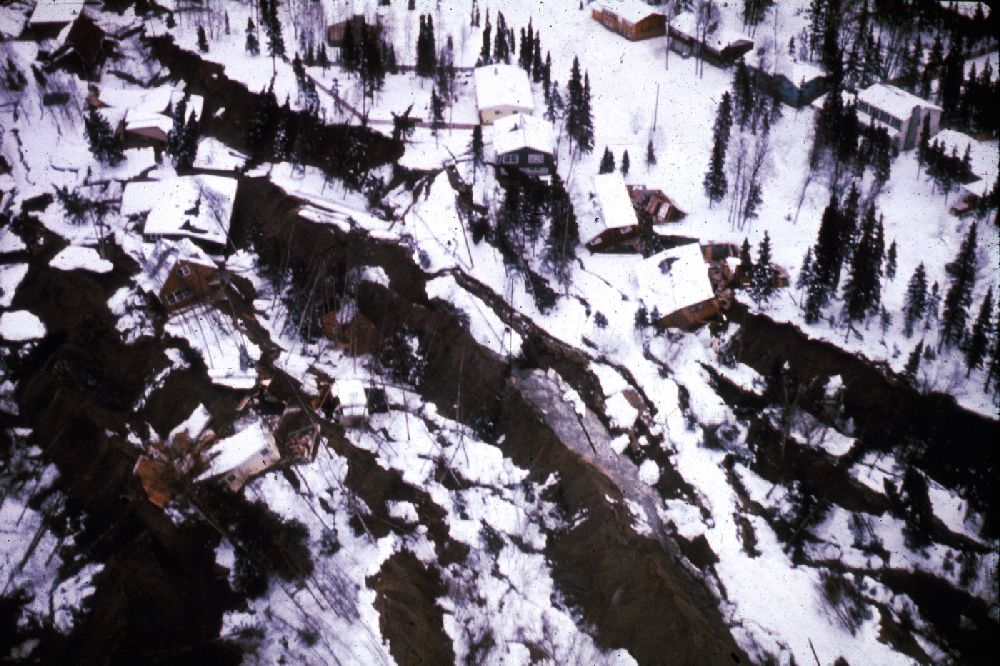
特纳盖恩高地滑坡——从雪中露出的土地显现出深色

大多数的财产损失出现在震中西北120公里（75英里）处的安克雷奇。有9人罹難，这都是由因地震而直接所导致的。安克雷奇没有被巨大海啸袭击，但是由于城市的大部分由粘土建成或者是位置接近悬崖，市区遭受到了严重的破坏。最显著的是特纳盖恩高地附近发生了严重的山泥傾瀉。其他大部分地区都遭受到了一定程度的破坏。

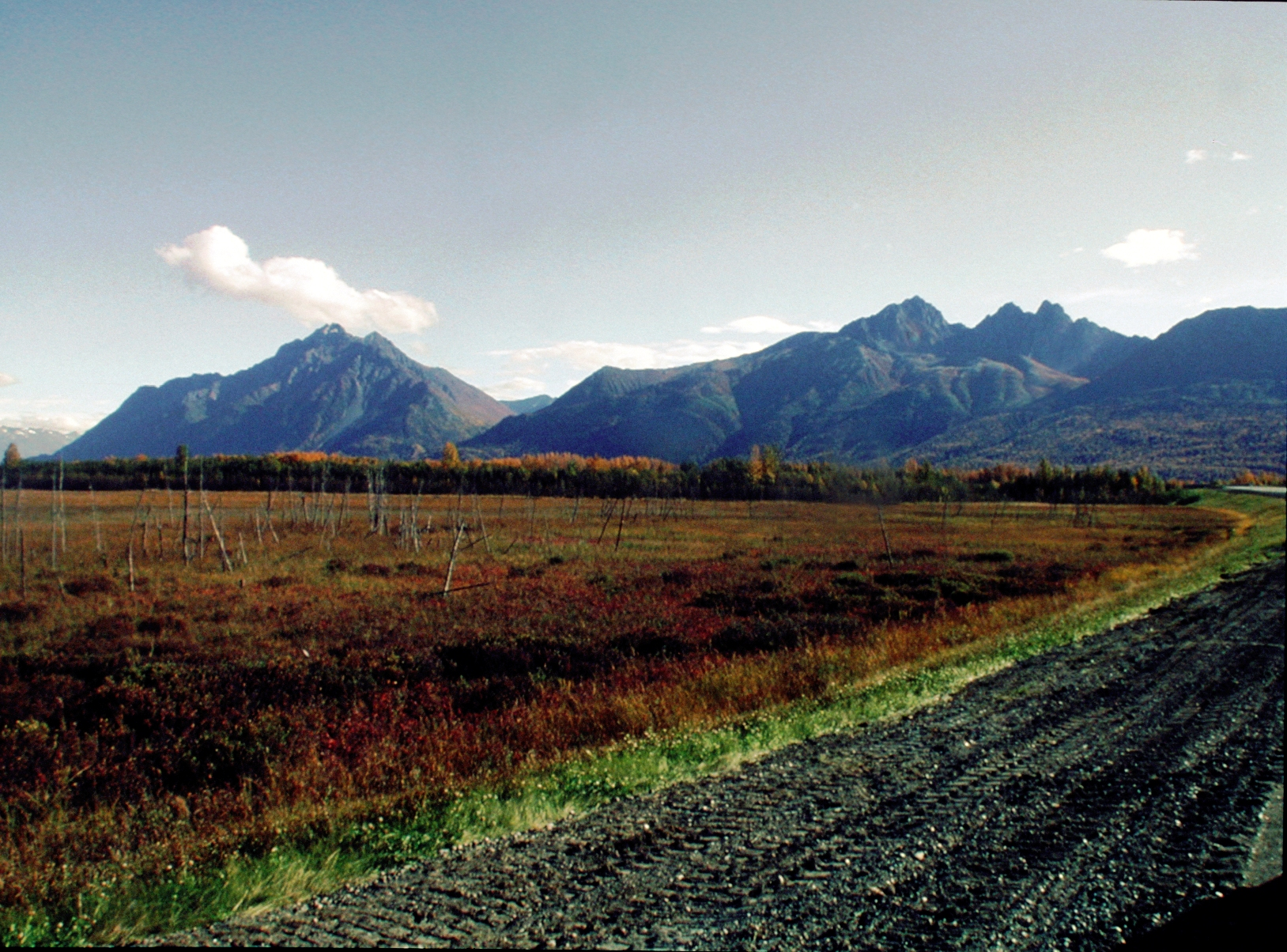
森林受地震後的痕跡。

沿海城鎮格伍德和波特吉，距離在科克灣的西南為60公里，被完全地摧毀。格伍德後來在於內陸幾公里的地方重建，而波特吉則因為在水平線以下，已完全地被棄置。

### 阿拉斯加的其他地区

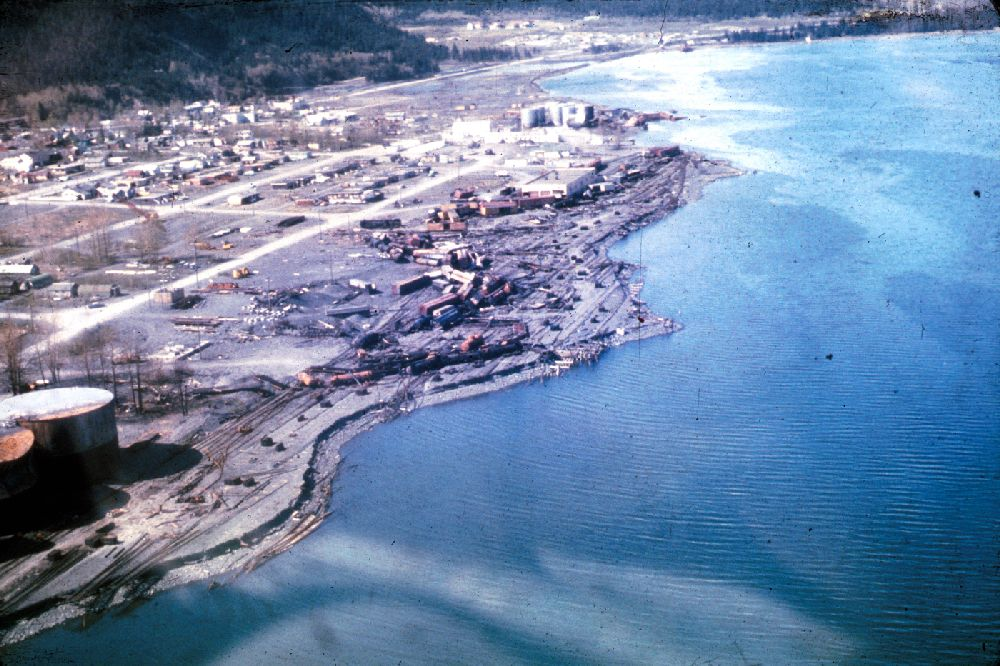
在1964年中的舒沃沿岸

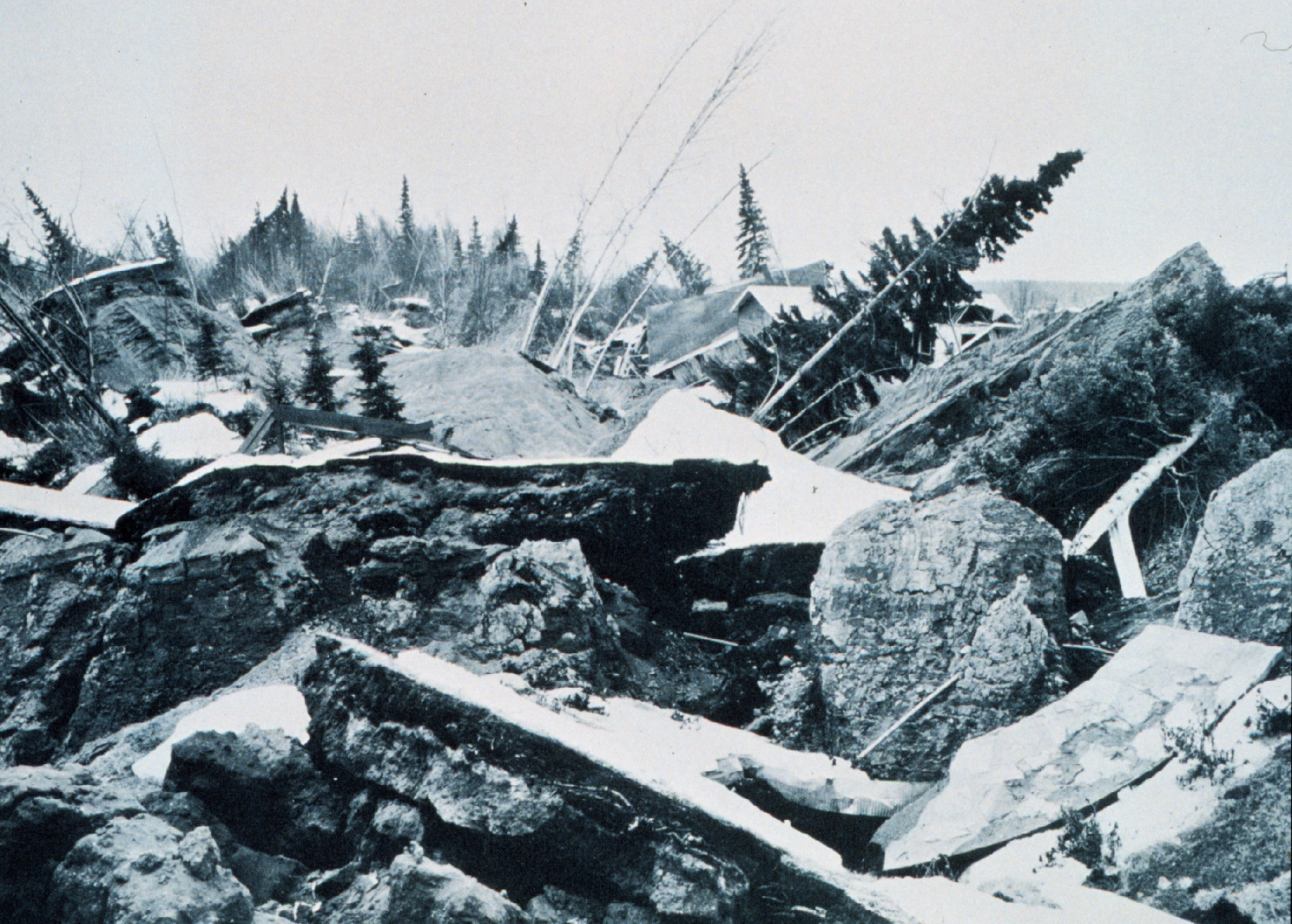
地震把位於在郊外的森林隆起。

位於在威廉王子湾，基奈半島以及科迪亚克岛等地區的多數個市鎮，特別是主要的沿岸港口，如舒沃和科的阿克，因為地殼碰撞而遭受到了嚴重的破壞，造成了巨大海嘯、地陷以及火災。瓦爾地斯都被摧毀；瓦爾地斯後來更向西面移動有7公里（4英里）。位於在地震範圍內的一些低地細小的印第安人村莊，如切里加和阿佛納克接近都被完全摧毀。地震同時令美國空軍的彈道導彈偵測雷達停止運作6分鐘，這是在操作史上首次因突如其來的事件令操作都遭受到影響。

### 加拿大

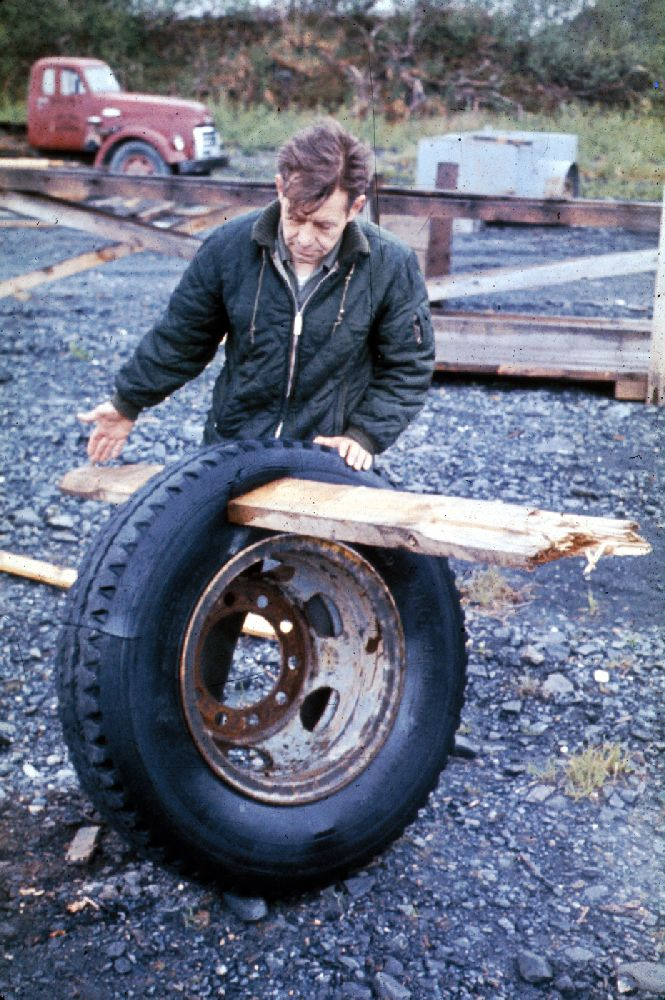
巨大海啸的力量讓这个轮胎被1条木板刺穿。

高度為1.4公尺（4.5英尺）的巨浪到達加拿大的鲁珀特王子港，位於在阿拉斯加山脈的南部。在地震發生之後約三個多小時，當巨大海嘯到達多芬諾鎮時，在温哥华岛的西岸，經過一個峽灣衝擊阿爾伯尼港兩次，總共破壞了有375間房屋以及沖走55棟和其他大廈。溫泉灣、賽伯羅斯以及阿美市等市鎮都遭受到破壞。巨大海嘯所造成的破壞估計接近有一千萬加幣，相等在2006年價值的6500萬加幣，或在2006年的5600萬美元。

### 其他地区
美國加利福尼亚州的克雷森特城就有12人都死於地震所引發的巨大海啸。美国太平洋西北地区和夏威夷州的其他沿海城市都遭到摧毁。对船只的较小的损害向南一直延续到洛杉矶。
另外，由於整個地球都因地震而動，故世界各處有着不同的小影響：
- 路易斯安那州有數艘漁船沉沒。
- 南非的井水則潑溅開來。
- 日本的大船渡和神户港分别测得高90cm和23cm的海啸。